# Ghiacciaio Hatherton
Il ghiacciaio Hatherton è un ghiacciaio tributario lungo circa 60 km situato nella regione meridionale della Terra di Oates, nell'Antartide orientale. Il ghiacciaio, il cui punto più alto si trova a circa 1700 m s.l.m., si trova sulla costa di Hillary e ha origine dal versante sud-orientale del nevaio Darwin, da cui fluisce dapprima verso sud-est per poi virare verso nord-est, scorrendo tra i monti Darwin, a nord, e la dorsale Britannia, a sud, fino a unire il proprio flusso a quello del ghiacciaio Darwin, nei pressi dello sperone Junction.

Lungo il suo percorso il flusso dell'Hatherton è arricchito da quello di diversi altri ghiacciai suoi tributari, i maggiori dei quali provengono dal versante settentrionale della dorsale Britannia, e tra questi si possono citare il McCraw, il Lieske, l'Hinton e il Ragotzkie.

## Storia
Il ghiacciaio Hatherton è stato mappato da membri della squadra della Spedizione Fuchs-Hillary, condotta nel 1955-1958, a cui era stata affidata l'esplorazione del ghiacciaio Darwin, e così battezzato in onore di Trevor Hatherton, ufficiale scientifico responsabile per le attività antartiche del ministero neozelandese della ricerca industriale e scientifica.

## Mappe
Di seguito una serie di mappe in scala 1:250 000 realizzate dallo USGS:

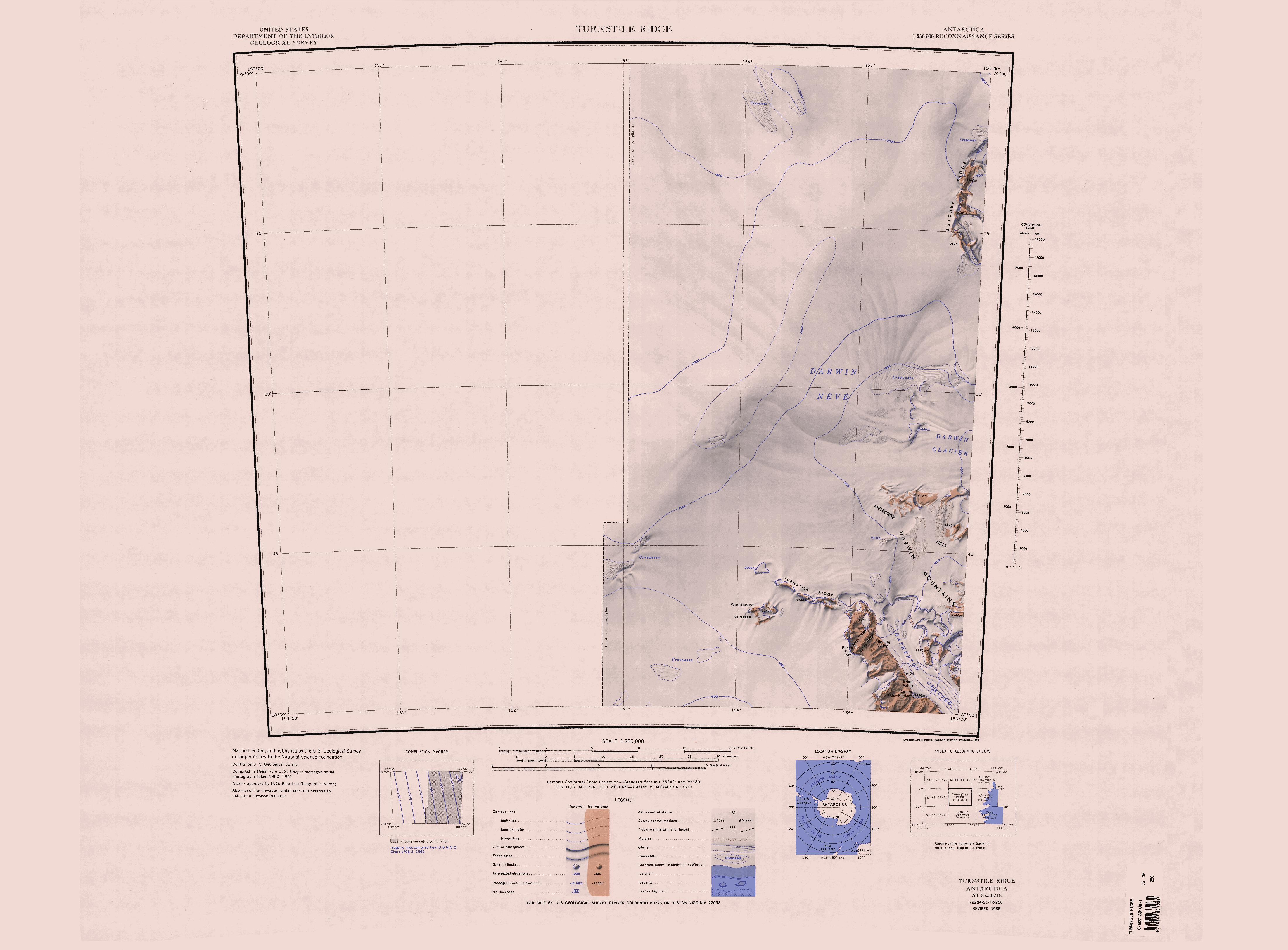
Nell'angolo sud-orientale di questa mappa si può vedere il tratto iniziale dell'Hatherton.
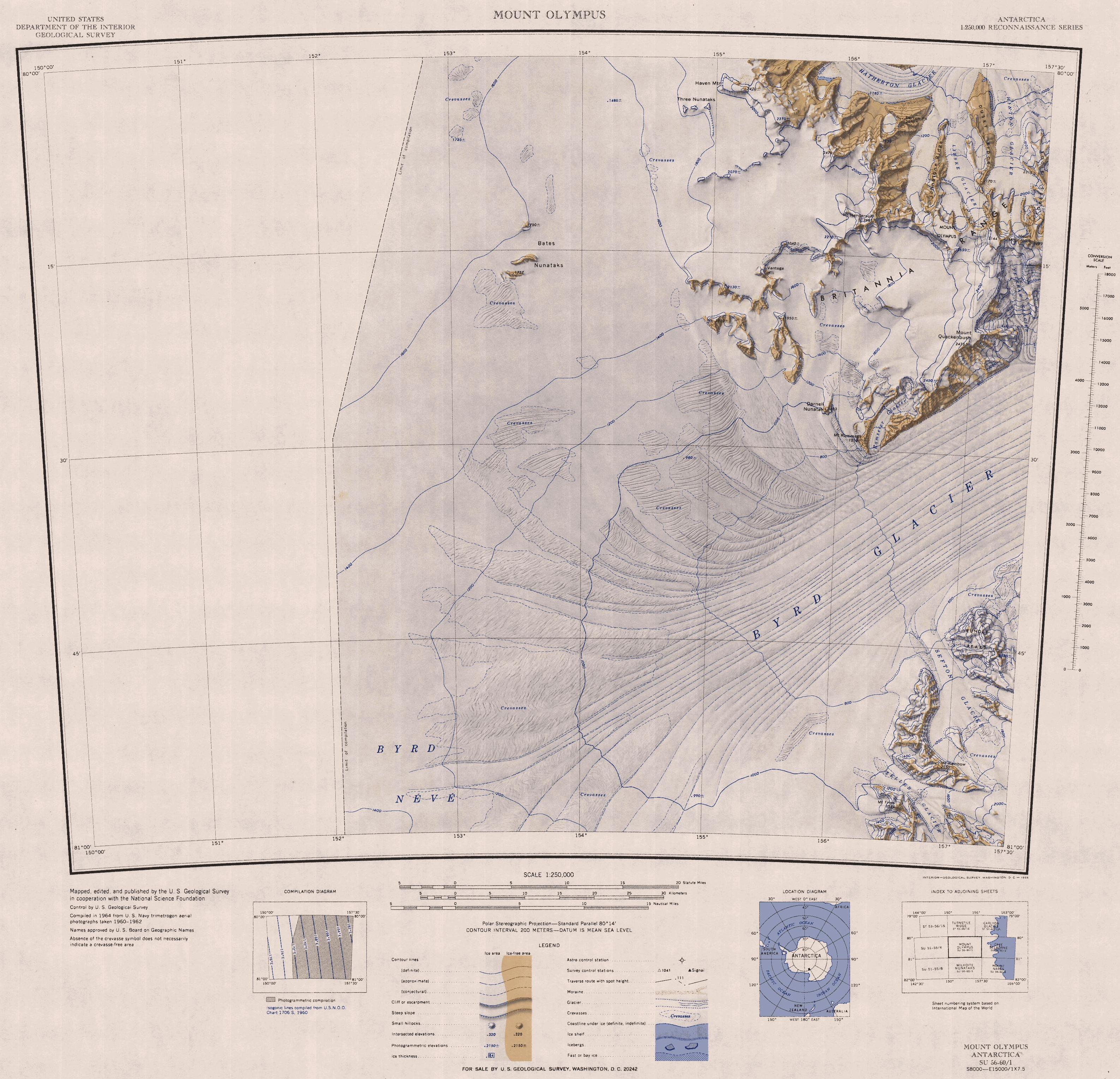
Nella parte nord-orientale di questa mappa è possibile vedere l'ansa formata dal percorso dell'Hatherton.
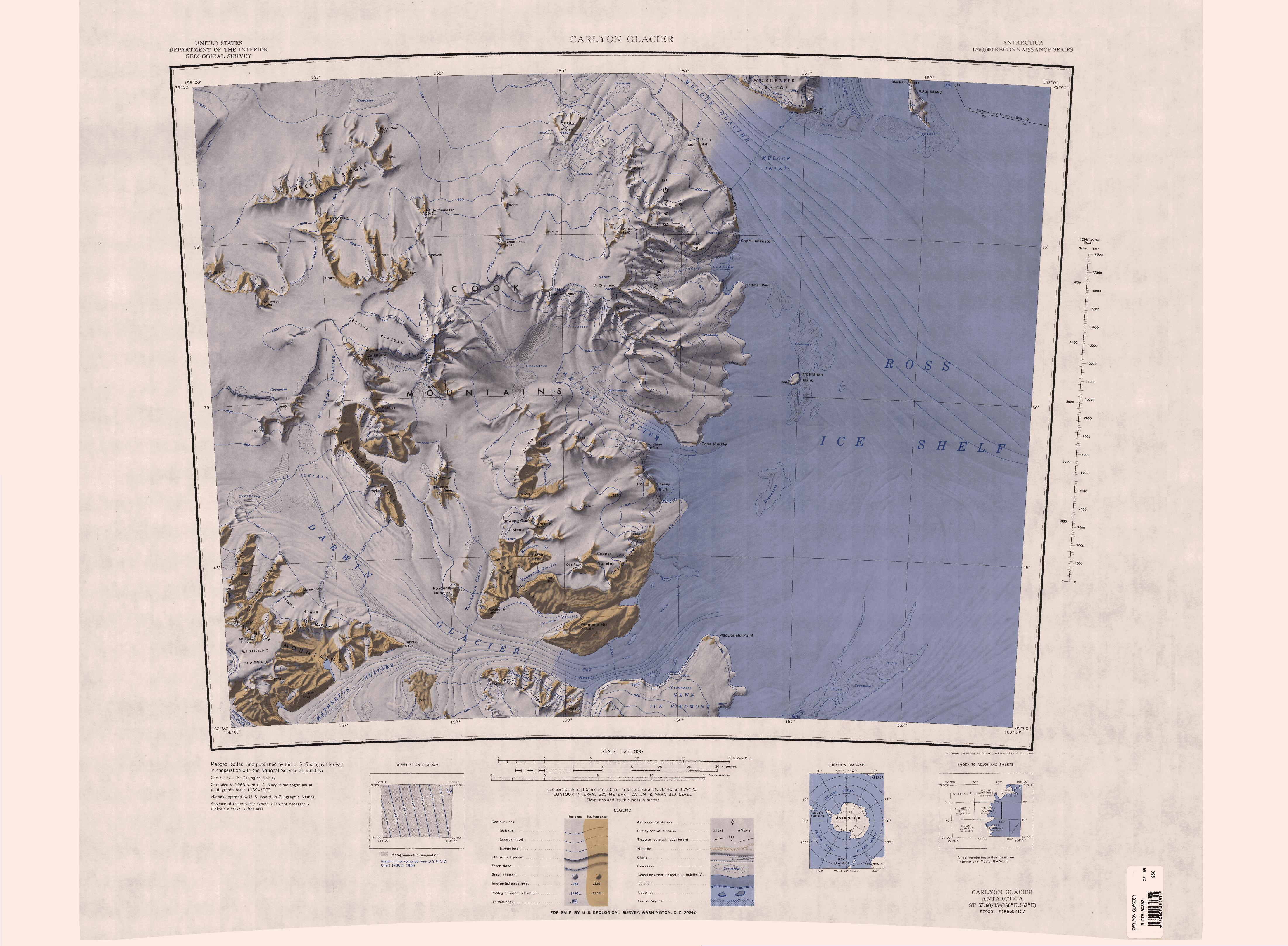
Nella parte sud-occidentale di questa mappa è possibile vedere la parte terminale del flusso del ghiacciaio Hatherton.